# ژان-پیر امون
ژان-پیر اُمون ((به فرانسوی: Jean-Pierre Aumont)؛‏۵ ژانویهٔ ۱۹۱۱ – ۳۰ ژانویهٔ ۲۰۰۱) بازیگر سینما و تئاتر و فیلم‌نامه‌نویس اهل فرانسه بود.
از جمله فیلم‌های او می‌توان به کاترین و شرکا، انتقام دزدان دریایی، چیزی کوتاه از بهشت و جفرسون در پاریس اشاره کرد.